# Зимний гость
«Зи́мний гость» (англ. The Winter Guest) — драма 1997 года. Шарман МакДональд адаптировала пьесу для фильма, ознаменовавшего режиссёрский дебют британского актёра Алана Рикмана.
Фильм посвящён Хелен Синклер Робертсон Смит (1912—1993).
Слоган к фильму: «Не важно, где ты прячешься, жизнь тебя всегда найдёт».

## Сюжет
На фоне открытого зимнего пейзажа сельской Великобритании история сосредотачивается на недавно овдовевшей Фрэнсис (Эмма Томпсон) и визите её матери Элспет (Филлида Ло). Элспет пытается утешить Фрэнсис, но Фрэнсис сопротивляется. У матери и дочери непростые отношения. В то время как они давят друг на друга и уворачиваются от взаимных нападок, сына Фрэнсис Алекса (Гари Халливуд) тянет к девчонке-сорванцу Ните (Арлин Кокберн). Два мальчика, Том (Шон Биггерстаф) и Сэм (Дуглас Мерфи), ищут в окрестностях приключения. Две пожилые женщины, Хлоя (Сандра Воу) и Лили (Шила Рид), ходят на похороны незнакомых людей. Эпизодический фильм в конечном счёте удивительным образом связывает всех этих персонажей, но в центре драмы остается эволюция трудных отношений между матерью и дочерью.

## Производство
Фильм основан на пьесе Шарман МакДональд, премьера которой состоялась в «Театре Западного Йоркшира» (на сцене The Quarry Theatre с 23 января по 18 февраля 1995 года) до переезда в лондонский театр «Алмейда» (с 14 марта по 15 апреля 1995 года).
Как и фильм, она была срежиссирована Рикманом, в главных ролях: Ло, Рид, Воу и Джон Уорк, с Шан Томас в роли Фрэнсис, которую в фильме сыграла Эмма Томпсон.

## Отзывы
Фильм был тепло встречен критиками, с Томпсон, получившей награду на Венецианском кинофестивале. Но это был «замечательный набор Робина Дона…, который захватывает вас раньше всего остального» (Майкл Биллингтон в The Guardian, 25 января 1995 г.): интерьер дома, набережная и заснеженный пейзаж, которые выиграли награду за лучший дизайн на премии общества театральных критиков (англ. Critics' Circle Theatre Award) в 1995 году.

### Награды и номинации
| Награда                                      | Категория                      | Результат | Получатель                                                        |
| -------------------------------------------- | ------------------------------ | --------- | ----------------------------------------------------------------- |
| Премия британского независимого кино         | Лучшая британская актриса      | Номинация | Эмма Томпсон                                                      |
| Брюссельский международный фестиваль фильмов | Приз зрительских симпатий      | Победа    | Алан Рикман                                                       |
| Международный кинофестиваль в Чикаго         | Золотой Хьюго за Лучший фильм  | Победа    | Алан Рикман                                                       |
| Премия Европейской киноакадемии              | Лучшая актриса                 | Номинация | Эмма Томпсон                                                      |
| Венецианский кинофестиваль                   | Награда 'CinemAvvenire'        | Победа    | Алан Рикман; с A Ostra e o Vento и Giro di lune tra terra e mare. |
| Венецианский кинофестиваль                   | OCIC Award                     | Победа    | Алан Рикман                                                       |
| Венецианский кинофестиваль                   | Pasinetti Award Лучшая актриса | Победа    | Эмма Томпсон                                                      |
| Венецианский кинофестиваль                   | Золотой лев                    | Номинация | Алан Рикман                                                       |